# Filifascigera robusta
Filifascigera robusta är en mossdjursart som beskrevs av Canu och Bassler 1928. Filifascigera robusta ingår i släktet Filifascigera och familjen Frondiporidae. Inga underarter finns listade i Catalogue of Life.